# Сухорада, Андрей Сергеевич
Андрей Сергеевич Сухорада (25 июля 1987 года, Кировский, РСФСР, СССР — 11 июня 2010 года, Уссурийск, Россия) — российский преступник и националист, создатель и лидер группировки «Приморские партизаны».

## Биография
Андрей Сергеевич Сухорада родился 25 августа 1987 года в поселке Кировский в Приморском крае. Его родители развелись, и ребенка воспитывали бабушка и дедушка. По словам матери Андрея, он ещё в раннем возрасте ознакомился с идеями скинхедов в Интернете и увлекся этими идеями. Знающие Сухораду люди называли его трудным подростком.
В 2001 году Сухорада и его друзья Максим Кириллов и Владимир Илютиков устроили шествие по площади поселка с флагом, на котором была нашита свастика. Людмила Юрченко, директор школы, в которой учился Сухорада, охарактеризовала его как лидера, имеющего огромное влияние на своих друзей:
Он сначала учился на 4 и 5 и не имел проблем ни с учебой, ни с поведением. А в 7-м классе с мальчиком что-то случилось. Наша библиотекарь обратила внимание, что он читает книжки о войне, но интересуется все больше жестокостями фашистов, сценами издевательств над людьми, акциями уничтожения. В его тетрадях, дневнике появились изображения свастики. Не скрываясь, говорил, что его кумир — Гитлер. Мы думали, трудный возраст, подросток привлекает к себе внимание, не более. <...> Глава района собрала учителей, родителей на «разбор полетов». Беседовали с Андреем. Говорили: одумайся, у тебя же прадед погиб на войне, защищая страну от фашизма! Но он в ответ подводил философию, что свастика — древний символ. Переубедить его было невозможно. Он по натуре лидер. И на своих друзей Илютикова и Кириллова имел огромное влияние. Они за ним из школы ушли — вечернюю все трое окончили.
В 16-летнем возрасте Сухорада вместе со своей 12-летней двоюродной сестрой Мариной (по другим данным, Марина на самом деле была либо просто подругой Андрея, либо сводной сестрой — дочерью одного из приёмных родителей Сухорады) уехал автостопом в Москву. В 2004 году, приехав в столицу, они вступили в Национал-большевистскую партию. По одной из версий, подростки сделали это по идеологическим соображениям, по другой — им просто некуда было больше идти. Андрей и Марина жили в штабе НБП (в так называемом «бункере» на улице Марии Ульяновой). Вскоре они были изгнаны из «бункера» и какое-то время им приходилось ночевать в подъездах, позже они жили в одной из комнат общежития МГУ. Впоследствии оба вернулись в штаб НБП.
По словам знавших Сухораду других национал-большевиков, он был дисциплинированным, немногословным человеком, брался за любую работу. Также Андрей принимал участие в некоторых акциях партии, в частности, в акции против компании «Итера», которую национал-большевики обвинили в поддержке режима Сапармурата Ниязова в Туркменистане.
Однако по мнению национал-большевика Алексея Сочнева, обстоятельства жизни Андрея и Марины в Москве выглядели несколько по-другому. Сочнев утверждает, что Сухорада отправился в столицу по настоянию Марины, и что «сам он не решался» это сделать. Андрей и Марина стремились найти в Москве отделения националистических организаций РНЕ и Народной национальной партии, о которых слышали у себя в городе. Они нашли представителей ННП, но те не были им рады и отказали в жилье. Андрею и Марине пришлось ночевать в подъездах, укрываясь найденными на помойке вещами. Позже Сухорада познакомился с национал-большевиками и они с Мариной присоединились к партии. Сочнев утверждает, что Андрея нельзя было назвать активным нацболом, наоборот, он «был как все».
3 марта 2004 года Андрей и Марина участвовали в «захвате» приёмной партии «Единая Россия», где Андрей приковал себя наручниками к оконной решетке приемной первого этажа. После этой акции Сухорада и Марина были задержаны милицией и позже отправлены в приемник-распределитель. Впоследствии они вернулись в Кировский. Перед отъездом Сухорада пообещал лидеру НБП Эдуарду Лимонову «замутить в Приморье».

## «Приморские партизаны»
Живя в Кировском, Сухорада и его друзья Владимир Илютиков, Александр Ковтун, Максим Кириллов, Александр Сладких и Роман Савченко посещали местный клуб «Патриот», где занимались кикбоксингом, другими видами борьбы, учились искусству рукопашного боя, стрельбе из многих видов оружия и способам выживания в условиях, приближенных к боевым.
Также Андрей входил в местную банду скинхедов «Мелиоратор Крю». В июле 2006 года Сухорада и еще четверо скинхедов возле ресторана «Бохай» во Владивостоке совершили нападение на гражданина КНР, избив и ограбив его. Позже Андрей вместе с другим скинхедом избил еще одного китайца. За это преступление Сухорада был задержан и позже осужден условно. В конце мая 2007 года он снова был задержан сотрудниками милиции Владивостока за нападения на иностранных граждан.
В 2009 году Сухорада, Ковтун, Савченко, Сладких, Илютиков и Кириллов объединились в группировку, впоследствии ставшую широко известной под названием «Приморские партизаны». С февраля по июнь 2010 года они совершили множество преступлений, в том числе ряд нападений на сотрудников милиции. Так, 27 мая несколько участников группы, в том числе Сухорада, совершили убийство дежурного милиционера в селе Ракитное Дальнереченского района.

## Гибель
В июне 2010 года Сухорада, Илютиков, Сладких и Ковтун приехали в Уссурийск, где сняли квартиру. 10 июня сотрудниками милиции был задержан Савченко, 11 июня — Кириллов. В этот же день, когда местонахождение «партизан» стало известно сотрудникам правоохранительных органов, силовики заблокировали их в квартире. При этом участники группы открыли огонь по силовикам, ранив одного милиционера. «Партизанам» было предложено сдаться, однако Андрей Сухорада и Александр Сладких застрелились, причём, по словам Владимира Илютикова, Сухорада умер не сразу, и Сладких добил его двумя выстрелами. Через какое-то время после этого сдался Илютиков, ещё позже — Ковтун.
По словам сестры Сухорады Натальи, лидер банды успел связаться с ней накануне своего самоубийства:
Брат позвонил мне перед самой смертью. Он спросил, всё ли у меня в порядке, никто не приходил? Не избивал? Ответила, что всё хорошо. После этого он сказал, что ему пора в царство Варфоломея
Впоследствии, на судебных заседаниях участники группы заявили, что инициаторами нападений на милиционеров были Сухорада и Сладких, и что они же совершили убийство дежурного милиционера в селе Ракитное. В своем последнем слове Александр Ковтун сказал:
Лично я хотел отомстить кировским сотрудникам милиции. Но, будучи сбит с пути Сухорадой, я где-то стал свидетелем, а где-то соучастником тех эпизодов, где пострадавшими являются другие, не кировские сотрудники милиции. Прокуратура заявляет, какие мы плохие — у женщины-таксиста машину забрали… Они правильно говорят. Я там участвовал, пытался все это сгладить, даже поссорился с Сухорадой… За этот эпизод мне даже больше стыдно, чем за то, что я в Уссурийске отстреливался и ранил сотрудника. Прокуратура говорит, что мы выбрали тактику отказываться от всего и валить на покойных. Но я не отказывался от эпизодов, в которых виновен. Перестрелка с ДПС в Хвалынке — я стрелял, не отрицаю, готов понести наказание. То же самое — по Уссурийску. Мог бы сказать, что это покойные стреляли, а я честно признался, что стрелял.